# 헤구멘
헤구멘(그리스어: ἡγούμενος)은 동방 정교회와 동방 가톨릭교회계 수도원의 원장을 일컫는 명칭이다. 로마 가톨릭교회의 수도원장과 비슷하다.